# Вежхи (Плешевський повіт)
Вежхи (пол. Wierzchy) — село в Польщі, у гміні Ґізалки Плешевського повіту Великопольського воєводства.
Населення — 211 осіб (2011).
У 1975-1998 роках село належало до Каліського воєводства.

## Демографія
Демографічна структура станом на 31 березня 2011 року:
|          | Загалом | Допрацездатний вік | Працездатний вік | Постпрацездатний вік |
| -------- | ------- | ------------------ | ---------------- | -------------------- |
| Чоловіки | 113     | 27                 | 76               | 10                   |
| Жінки    | 98      | 26                 | 52               | 20                   |
| Разом    | 211     | 53                 | 128              | 30                   |